# Giulio Bertoni
Giulio Bertoni (Mòdena, 26 d'agost de 1878 - Roma, 28 de maig de 1942) fou un romanista italià, que es va dedicar particularment a la història de la literatura italiana i a la dialectologia italiana.

## Vida
Giulio Bertoni va fer els estudis primaris i secundaris a Mòdena i Torí i després va fer estudis de Literatura a la Universitat de Torí, on va rebre el mestratge sobretot de Rodolfo Renier. Després d'obtenir el títol el 1901, va ampliar els estudis a la Universitat de Florència amb Pio Rajna. En els anys posteriors va fer estades a París i Berlín on va conèixer els que aleshores eren els grans mestres de la filologia romànica: Paul Meyer, Jules Gilliéron, Adolf Tobler o Erich Auerbach. El 1905 tornà a la Universitat de Torí com a professor però immediatament el mateix 1905 va obtenir una plaça a la Universitat de Friburg de Suïssa, on va desenvolupar una gran part de la seva carrera i on va publicar una bona part de la seva obra.
El 1921 va tornar a Itàlia, a la Universitat de Torí, i finalment el 1928 passà a la Universitat de Roma La Sapienza com a successor de Cesare De Lollis; sota la seva direcció el departament de Filologia Romànica adquirí un gran prestigi.
Bertoni va fundar el 1917 a Ginebra la revista Archivum Romanicum, que dirigí fins a la seva mort i que acompanyà de la prestigiosa col·lecció de monografies "Biblioteca dell'Archivum romanicum". Va ser el fundador també de la revista Cultura Neolatina el 1941.
De 1930 a 1932 fou el tercer president de la Société de Linguistique Romane i sota la seva presidència s'organitzà el tercer Congrés Internacional de Lingüística i Filologia Romànica a Roma. Des de 1935 fou acadèmic de l'Accademia dei Lincei; el 1936 va ser nomenat acadèmic de l'Accademia della Crusca i el 1938 de l'Académie Royale de langue et littérature françaises de Bèlgica; també fou membre d'altres acadèmies italianes i estrangeres. El 1936 fou nomenat doctor honoris causa per la Universitat d'Estrasburg; també ho fou de les de Vilnius i Sofia.
Com a membre de l'Accademia d'Italia, de la qual també fou president, dirigí diverses obres lexicogràfiques (algunes dutes a terme i altres deixades en suspens per la seva mort i la Guerra Mundial) i s'interessà també pels problemes d'ortografia, ortofonia; el 1938 participà amb F. A. Ugolini en un programa de difusió d'aspectes de llengua a la EIAR (l'antecessora de la RAI); producte d'aquest programa fou el llibre Prontuario di pronunzia e di ortografia.
Fou membre del comitè de redacció de l'Atlante linguistico italiano, càrrec que deixà per assumir la direcció de la part lingüística de l'Enciclopèdia italiana (1925-1937).
A la biblioteca universitària de Mòdena es conserva l'Archivio Giulio Bertoni, que conté el llegat de la seva correspondència i altra documentació.

## Obres
- Il dialetto di Modena. Introduzione, grammatica, testi antichi, Torí: E. Loescher, 1905
- Il Duecento, Milà: Vallardi, 1911
- (editor) Il cantare del Cid introduzione, versione, note, con due appendici a cura di Giulio Bertoni, Bari: Laterza, 1912
- L' elemento germanico nella lingua italiana, Gènova, Formiggini, 1914
- I trovatori d'Italia. Biografie, testi, traduzioni, note, Mòdena, Orlandini, 1915
- Italia dialettale, Milà, Hoepli, 1916
- L' Orlando furioso e la rinascenza a Ferrara, Mòdena, Orlandini, 1919
- I "Lais" del romanzo in prosa di Tristano, Torí, G. Chiantore, 1921
- Ludovico Ariosto, Roma, Formiggini, 1925
- Breviario di neolinguistica, (amb Matteo Bartoli), Mòdena, Società tipografica modenese, 1925
- La letteratura provenzale, Pàdua, CEDAM, 1926
- Lingua e pensiero. Studi e saggi linguistici, Florència, Olschki, 1932
- Muratori e le Opere varie critiche di L. Castelvetro, Mòdena, Societa tipografica modenese, 1933
- I nuovi problemi della linguistica romanza, París, Champion, 1933
- La lingua della "Scuola poetica siciliana", Basilea, B. Schwabe, 1935
- De Petrarque a Montaigne, París, Droz, 1936
- Antiche liriche portoghesi, Mòdena, Societa tipografica modenese, 1937
- Cantari di Tristano, Mòdena, Società tipografica modenese, 1937
- (amb F. A. Ugolini) Prontuario di pronuncia e ortografia, Roma, E.I.A.R., 1939
- Lingua e cultura, Florència, Olschki, 1939
- Poesia provenzale moderna. La Pleiade del Felibrismo, Mòdena, Societa tipografica modenese, 1940